# NGC 626
NGC 626 је спирална галаксија у сазвежђу Вајар која се налази на NGC листи објеката дубоког неба.
Деклинација објекта је - 39° 8' 46" а ректасцензија 1h 35m 11,9s. Привидна величина (магнитуда) објекта NGC 626 износи 12,7 а фотографска магнитуда 13,4. NGC 626 је још познат и под ознакама ESO 297-6, MCG -7-4-18, PGC 5901.